# Marian Józef Mika
Marian Józef Mika (ur. 25 lutego 1907 w Kamionnej, zm. 6 marca 1974) – polski historyk, archiwista, kustosz, redaktor naczelny.

## Życiorys
Pierwsze nauki w szkole powszechnej pobierał w Niemczech, dokąd przeniósł się z rodzicami w 1914 i tam również zaczął uczęszczać do gimnazjum. Po przeniesieniu się w 1920 rodziców do Poznania kontynuował naukę w Gimnazjum im. Marii Magdaleny, które ukończył w 1927. W tymże samym roku rozpoczął studia na Wydziale Humanistycznym Uniwersytetu Poznańskiego, które ukończył uzyskując dyplom magistra filozofii. Jego praca dyplomowa: „Studia nad patrycjatem poznańskim w wiekach średnich”, oparta na nieznanych dotąd źródłach archiwalnych, ogłoszona została drukiem w 1937 jako osobny tom Biblioteki „Kroniki Miasta Poznania” (nr. 7). Po ukończeniu studiów w 1937 otrzymał stypendium pracownika naukowego Archiwum Państwowego miasta Poznania i poświęcił się zbieraniu materiałów źródłowych. W sierpniu 1939 powołany został do wojska. Uczestnik kampanii wrześniowej w szeregach 70 Pułku Piechoty. W Puszczy Kampinoskiej wzięty do niewoli, w której przebywał do czasu wyzwolenia obozu przez Armię Radziecką w styczniu 1945. Był jeńcem Oflagu XI-A Altengrabow, nr jeńca 550. 30 lipca 1940 przeniesiony do oflagu Oflagu II-C Woldenberg. Po powrocie do Poznania wraca do pracy w archiwum w którym pozostaje czynny do 1973. 6 marca 1945 obejmuje stanowisko zastępcy kierownika Archiwum Miejskiego, a następnie kierownika. Od przejęcia przez Archiwum Państwowe w Poznaniu Archiwum Miejskiego pracuje jako kustosz i kierownik Oddziału Akt Miejskich. Równocześnie bierze czynny udział w reaktywowaniu „Kroniki Miasta Poznania”. Od 8 czerwca 1945 roku był członkiem kolegium redakcyjnego, a od 1 stycznia 1947 do 31 grudnia 1948 redaktorem naczelnym tejże kroniki.
Brał udział w pracach nad odbudową zniszczonego w czasie wojny Starego Miasta. Na podstawie odkrytych przez niego materiałów źródłowych zrekonstruowano domy mieszczańskie przy Starym Rynku. Autor licznych publikacji poświęconych dziejom Poznania. Jego naukowa działalność wyraża się 60 publikacjami ogłoszonymi drukiem (były to większe i drobne przyczynki oraz życiorysy). W badaniach nad dziejami Poznania na plan pierwszy wysuwa się problematyka dziejów społecznych i gospodarczych miasta oraz wydawnictwa źródłowe. Od 1946 współpracownik Polskiego Słownika Biograficznego, członek Polskiego Towarzystwa Historycznego, Poznańskiego Towarzystwa Przyjaciół Nauk i Towarzystwa Miłośników Miasta Poznania.
Odznaczony Złotym Krzyżem Zasługi. Prezes rady akademickiej 1930/31 (Prezydium X-lecia), przewodniczący komisji X-lecia Surmy, delegat na IX Zjazd ZPKA (Związek Polskich Korporacji Akademickich), kurator Gedanii Posnaniensis, prezes PKM (Poznańskie Koło Międzykorporacyjne) 1931/32, członek Komisji Ideologiczno-Wychowawczej PKM 1932/33, wiceprezes Poznańskiego Komitetu Akademickiego 1932/33.